# Polypodium × aspidiolepis
Polypodium × aspidiolepis là một loài dương xỉ trong họ Polypodiaceae. Loài này được Baker mô tả khoa học đầu tiên năm 1887.